# Acmaeodera tuta
Acmaeodera tuta är en skalbaggsart som beskrevs av Horn 1878. Acmaeodera tuta ingår i släktet Acmaeodera och familjen praktbaggar. Inga underarter finns listade i Catalogue of Life.